# لائوریتا بالنسوئلا
لائوریتا بالنسوئلا (اسپانیایی: Laurita Valenzuela‎؛ زادهٔ ۱۸ فوریهٔ ۱۹۳۱ – درگذشتهٔ ۱۷ مارس ۲۰۲۳) هنرپیشه، مجری تلویزیون و مانکن اهل اسپانیا بود.
از فیلم‌هایی که وی در آن نقش داشته‌است، می‌توان به لاله سیاه اشاره کرد.

## مرگ
بالنسوئلا در ۱۷ مارس ۲۰۲۳ء بر اثر عوارض بیماری آلزایمر در بیمارستان پرینسسا در مادرید درگذشت. او ۹۲ سال داشت.